# Histoire des Provinces-Unies
L’Histoire des Provinces-Unies est celle de la rébellion des habitants des provinces septentrionales des Pays-Bas espagnols face au régime castillan de Philippe II d'Espagne et de la création d'une république des sept provinces unies décentralisée par l'union (Union d'Utrecht de 1579) de la Hollande, la Zélande, l'Utrecht, le Brabant, les Flandres, l'Overijssel, la Groningue (officiellement Stad en Land), le Gueldre, la Frise et des territoires tombant juridiquement sous leur gouverne ; la Flandre et le Brabant seront ultérieurement reconquis par les forces espagnoles. Suit l'expansion coloniale et commerciale extraordinaire (le siècle d'or) de cette nouvelle puissance maritime en Amérique du Nord, en Amérique du Sud, en Afrique et surtout en Asie au XVIIe siècle. Cette république dut, à maintes reprises, faire face aux volontés belliqueuses des monarchies voisines. Outre l'Espagne, l'Angleterre (puis le Royaume-Uni au XVIIIe siècle) et la France entrèrent en guerre contre la jeune république afin de mettre fin à la domination commerciale des Provinces-Unies. Peu à peu, son dynamisme et son influence diminuèrent lorsque l'essor maritime britannique la supplanta. Finalement, la Révolution française et ses actions extérieures mena au renversement de la république marchande des Provinces-Unies pour instaurer la République batave.

## Histoire des rébellions (1568-1609)
Avec la propagation des idées de la Réforme luthérienne puis celle de Jean Calvin, le rapport entre les anciennes provinces bourguignonnes et Philippe II d'Espagne se tend. Guillaume le Taciturne (Maison d’Orange-Nassau), éminent luthérien, qui avait été nommé stathouder (lieutenant) par Charles Quint en Zélande, Hollande et Utrecht (jusqu’à sa résignation en 1567), prit une position favorable à la résistance populaire contre les tentatives de centralisation castillane. Dès lors, il fomente la lutte armée contre celles-ci.
Face à la venue de Ferdinand Alvare de Tolède, duc d'Albe, ayant pour mission d’instaurer l’Inquisition et de réduire les prérogatives locales administratives et fiscales, les calvinistes et les bourgeois se braquent. Les exactions religieuses débutent avec le « conseil des troubles » instauré à Bruxelles. Ces agissements polarisent l’opinion publique et politique (habituée à une large autonomie depuis le règne bourguignon) et aident la cause de la rébellion contre la Couronne. Les Gueux, habiles marins originaires majoritairement des provinces septentrionales, sous le commandement de Guillaume de la Marck, frappent l'imagination en 1572, défaisant les forces espagnoles lors de la prise de La Brielle, petit port fortifié de Hollande. Cet exploit encourage d’autres bourgs des provinces septentrionales à expulser l’occupant hors de provinces de Zélande, de Hollande et d’Utrecht. L’année suivante, Guillaume le Taciturne est proclamé stadhouder (chef des forces armées) des provinces libérées et se convertit officiellement au calvinisme. Le mécontentement généralisé force le retrait du duc d'Albe en 1574 alors que le siège de Leyde est contrecarré par les Gueux de la mer. Les successeurs au duc d'Albe parviennent à en venir à un accord (Pacification de Gand de 1576) avec les États généraux, représentant alors les dix-sept provinces des Pays-Bas, qui permet l'espérait-on, une plus grande tolérance religieuse et le statu quo quant aux mesures centralisatrices.
Pourtant, Philippe II s’obstine à appliquer une politique fiscale centralisatrice et spirituellement homogène à son royaume, désavouant implicitement ainsi l'accord de Gand. Le duc de Parme, Alexandre Farnèse, est donc chargé de reprendre le pays subversivement; les combats reprennent de plus belle. Partant du Luxembourg, les armées espagnoles reprennent le terrain tout en s’assurant de la conversion des sujets réformés à l’Église catholique. Un flot d’immigrants religieux se hâte alors vers le nord, renforçant ainsi le visage calviniste des provinces septentrionales et accentuant le catholicisme du sud. Les États généraux fuient aussi vers Anvers puis Delft. Jouant de la méfiance des catholiques envers les protestants, le duc de Parme orchestre l’Union d'Arras de 1579 où les provinces francophones méridionales reconnaissent officiellement la souveraineté de Madrid. En réaction à cette machination politique, les provinces du nord toujours libres (Hollande, Zélande, Utrecht, Brabant, comté de Flandre, Overijssel, Groningue, Gueldre, Frise, et leurs dépendances) forment l’Union d'Utrecht la même année. Le processus d’émancipation politique est complété en 1581 avec l’Abjuration de La Haye qui ne dépose pas officiellement le roi d’Espagne comme souverain légitime des Pays-Bas mais stipule plutôt que par ses exactions, celui-ci a volontairement abandonné les Pays-Bas. Alors que Guillaume le Taciturne est assassiné en 1584, les combats se poursuivent au profit de l’Espagne qui réussit à reconquérir la Flandre et le Brabant qui doivent accepter leur rattachement aux Pays-Bas espagnols. Lorsqu’une trêve est finalement signée entre les États généraux des Provinces-Unies et l'Espagne en 1609 (orchestrée par l'Avocat des États de Hollande Oldenbarnevelt), seules les sept provinces septentrionales et leurs dépendances (les Pays de la Généralité) demeurent étant donné la reconquête de la majeure partie de la Flandre et du Brabant.

## Le siècle d'or 1609-1713
XVIIe siècle jusqu'au traité d'Utrecht de 1713 en passant par le rampjaar de 1672.

## Les troubles des patriotes bataves
Les Provinces-Unies sont entrées en guerre contre l'Angleterre (1780-1784), celle-ci lui reprochant de continuer à commercer avec les insurgés américains en se cachant derrière leur statut de neutralité. Mais les choix militaires pris par le Stathouder Guillaume V et Ferdinand de Brunswick-Lüneburg qu'il a associé à son pouvoir se révèlent désastreux. C'est une sévère défaite en 1784 qui cristallise le thème du déclin parmi les élites, d'autant plus qu'elle s'accompagne d'une crise économique. Guillaume V tente de renforcer ses pouvoirs au détriment des États et des régents (qui ont le pouvoir dans les villes). 
En 1781, Van der Capellen, noble libéral influencé par la philosophie des Lumières qui avait soutenu financièrement les Insurgents américains, publie un pamphlet Au peuple des Pays-Bas dans lequel, tout en se référant au modèle américain, il critique Guillaume V qu'il juge responsable de la défaite et, contre le régime du Stathouderat, il exalte la liberté et la souveraineté du peuple. Il devient le leader des patriotes ou républicains bataves essentiellement constitués d'une minorité de la noblesse, de la bourgeoisie libérale, d'artisans et de commerçants. Géographiquement, ils sont surtout présents dans l'État de Hollande, alors prépondérant, et dans la ville d'Utrecht. Ces patriotes reçoivent le soutien des régents face aux orangistes (vieille noblesse, petit peuple dominé par cette noblesse, Église calviniste, communauté juive, ils sont essentiellement en Frise et en Gueldre).
Le mouvement des patriotes bataves s'organise et se radicalise avec la création à Utrecht des corps-francs (idéal du soldat-citoyen) et la multiplication des clubs. Ils bénéficient du soutien théorique de la France, car les orangistes eux se sont tournés vers l'Angleterre et c'est donc une occasion pour la France de prendre sa revanche de la guerre de Sept Ans. En 1785, une émeute menace directement Guillaume V dans son palais de La Haye. Il doit le quitter en 1786 pour la Frise et la Gueldre. Les patriotes bataves le démettent alors de ses fonctions et forment un comité chargé de mettre au point des institutions républicaines.
Mais face à cette radicalisation, le mouvement se divise. Ayant remporté un beau succès aux élections municipales en 1787, les patriotes bataves obtiennent la majorité des sièges à Amsterdam et Rotterdam. Ils apparaissent de plus en plus comme une menace pour les régents qui se rapprochent des orangistes. 
Lorsque la femme de Guillaume V d'Orange-Nassau, qui est la sœur de Frédéric-Guillaume II de Prusse, tente de traverser la frontière de l'État de Hollande et y est arrêtée, la Prusse lance un ultimatum, puis une offensive en septembre 1787. La France n'intervient pas pour secourir les patriotes bataves, elle n'en a ni les moyens politiques (Louis XVI se heurte aux Parlements et à la noblesse face aux projets de réformes de l'État), ni financiers. Guillaume V est rétabli dans ses fonctions. La répression anti-patriote est sévère : dissolution des corps-francs, des clubs, une centaine de patriotes sont emprisonnés, leurs maisons sont mises à sac, 400 000 patriotes fuient, notamment vers la France.

## La période révolutionnaire française
Une première intervention armée de la France révolutionnaire a lieu en 1793. La France déclare la guerre aux Provinces-Unies le 1er février 1793 et prend la ville de Bréda, près de Rotterdam, mais que les troupes françaises doivent vite évacuer. La défaite de Neerwinden le 18 mars 1793, sonne le retrait des troupes françaises.
Une deuxième intervention a lieu pendant l'hiver 1794-1795, sous le commandement du général Pichegru qui compte parmi ses soldats de nombreux patriotes bataves exilés.
Le 18 janvier 1795, Guillaume V fuit pour l'Angleterre, le 19 janvier les patriotes bataves proclament la république. Le 20 janvier, Pichegru rentre dans Amsterdam et le 14 février à Groningue (ville), contrôlant ainsi l'ensemble des ex-Provinces-Unies. 
Alors que les patriotes bataves espéraient une réunion à égalité avec la France, le Traité de La Haye le 16 mai 1795 impose des conditions lourdes à ceux-ci (compensations financières, territoriales, entretien des 25 000 soldats français sur le territoire, alliance offensive et défensive). Cela remet en cause l'enthousiasme des patriotes bataves. Elle devient une république sœur.
En 1796, une Convention nationale élue est chargée de rédiger une Constitution. Cela engendre des débats entre fédéralistes et unitaires. Un premier projet fédéraliste est rejeté en 1797. La Constitution adoptée en 1798, inspirée de la Constitution française de l'An III, est unitaire. La même année, la flotte de la République batave connait de lourdes pertes de par leur soutien à la France. 
En 1806, Napoléon transforme la République bicentenaire en royaume de Hollande, avec son frère Louis pour roi, puis il l'annexe à la France en 1810 : son territoire est divisé en départements et organisé comme en France (préfet, Code civil français, etc.).
En 1815, le Congrès de Vienne crée le royaume des Pays-Bas qui s'étend sur les anciennes Provinces-Unies, néerlandophones et en majorité protestantes, et sur les anciens Pays-Bas autrichiens, catholiques et trilingues (néerlandais, français et allemand).